# G10 (Industrienationen)
Die G10 (auch Group of Ten, Zehnergruppe, Zehnerclub) ist eine 1962 gegründete Gruppe zehn (inzwischen elf) führender Industrienationen. Die Gründungsmitglieder USA, Kanada, Großbritannien, Frankreich, Deutschland, Italien, Belgien, die Niederlande, Schweden und Japan kamen darin überein, dem Internationalen Währungsfonds (IWF) über die GAB (General Agreements to Borrow) bei Bedarf weitere Kredite zur Verfügung zu stellen. 1964 trat die Schweiz den G10 bei, der Name G10 wurde dennoch beibehalten.
Die G10 weitete ihre Zusammenarbeit mit dem IWF aus, die 1969 zur Schaffung der Sonderziehungsrechte (SZR) führte. Die Bank für Internationalen Zahlungsausgleich (BIZ), die Europäische Kommission, der IWF und die OECD sind offizielle Beobachter der G10.